# ناحیه ریو فارست، شهرستان کوک، ایلینوی
ناحیه ریو فارست (به انگلیسی: River Forest Township) یک منطقهٔ مسکونی در ایالات متحده آمریکا است که در شهرستان کوک (ایلینوی) واقع شده‌است. ناحیه ریو فارست ۶٫۴۷ کیلومتر مربع مساحت و ۱۱٬۱۷۲ نفر جمعیت دارد.